# Гомбин (гмина)
Гомбин (пол. Gąbin) — гмина (уезд) в Польше, входит как административная единица в Плоцкий повет, Мазовецкое воеводство. Население — 10 871 человек (на 2006 год).

## Демография
| Перепись                       | Всего   | Всего | Женщины | Женщины | Мужчины | Мужчины |
| ------------------------------ | ------- | ----- | ------- | ------- | ------- | ------- |
| Единицы                        | человек | %     | человек | %       | человек | %       |
| Население                      | 10 810  | 100   | 5608    | 51,9    | 5202    | 48,1    |
| Плотность населения (чел./км²) | 73,7    | 73,7  | 38,2    | 38,2    | 35,5    | 35,5    |

## Соседние гмины
1. Плоцк
2. Гмина Лонцк
3. Гмина Слубице
4. Гмина Щавин-Косцельны
5. Гмина Пацына
6. Гмина Санники